# نارنجی‌پوش
نارنجی‌پوش یک فیلم در ژانر کمدی سیاه به کارگردانی و تهیه‌کنندگی داریوش مهرجویی و نویسندگی مهرجویی و وحیده محمدی‌فر محصول سال ۱۳۹۰ است.

## داستان
این فیلم داستان تحول عجیب و غریب یک عکاس حرفه‌ای مطبوعات است که تلاش دارد با پاکیزگی محیط اطراف، به تطهیر روح و روان خود بپردازد و در نهایت به پاکیزگی روح دست یابد. حامد آبان عکاس حرفه‌ای مطبوعات، با خواندن کتابی در مورد فنگ‌شویی چنان تحت تأثیر پالایش محیط زیست و مبارزه با آشغال‌زایی قرار می‌گیرد که لباس نارنجی مخصوص پاکبانان را بر تن کرده، به شهرداری می‌پیوندد و با عنوان «نارنجی‌پوش لیسانسه» به شهرت می‌رسد. اما اعتبار و محبوبیت حامد، زندگی خصوصی و خانوادگی او را با سیلی از فراز و نشیب‌های عاطفی تند و ناگهانی به سمت و سویی دیگر می‌برد.

## بازیگران
| بازیگر           | نقش       |
| ---------------- | --------- |
| حامد بهداد       | حامد آبان |
| لیلا حاتمی       | نهال      |
| میترا حجار       | نوایی     |
| طناز طباطبایی    | خودش      |
| محمدجواد جعفرپور | شهاب      |
| همایون ارشادی    | شهردار    |
| فردوس کاویانی    | کاویانی   |
| امید روحانی      | روحانی    |
| اردشیر رستمی     | شریف      |
| مهیار پورحسابی   | مهیار     |
| امید علیمردانی   | رستم      |
| کامشاد کوشان     | وکیل      |
| کیانوش گرامی     | ورزشکار   |
| پروین میکده      | همسایه    |

## جوایز و نامزدی‌ها
جوایز فیلم نارنجی‌پوش به شرح زیر است.
| قسمت                      | نامزد                          | نتیجه    |
| ------------------------- | ------------------------------ | -------- |
| بهترین فیلم               | داریوش مهرجویی                 | نامزدشده |
| بهترین کارگردانی          | داریوش مهرجویی                 | نامزدشده |
| بهترین بازیگر نقش اول زن  | لیلا حاتمی                     | نامزدشده |
| بهترین بازیگر نقش مکمل زن | میترا حجار                     | نامزدشده |
| بهترین فیلمنامه           | وحیده محمدی‌فر و داریوش مهرجویی | نامزدشده |
| بهترین صدابرداری          | نظام‌الدین کیایی                | نامزدشده |
| بهترین تدوین              | هایده صفی یاری                 | برنده    |
| جایزه ویژه هیئت داوران    | داریوش مهرجویی                 | برنده    |

## توزیع در شبکه خانگی
دی وی دی رسانه خانگی نارنجی‌پوش همراه با عکس‌های این فیلم از ۲۵ مهر ۱۳۹۱ (توسط مؤسسه تصویر گستر پاسارگاد) در شبکه خانگی توزیع شد.